# Molukkensee

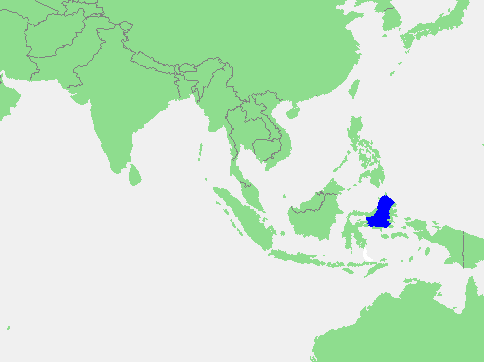
Lage der Molukkensee innerhalb Südost-Asiens

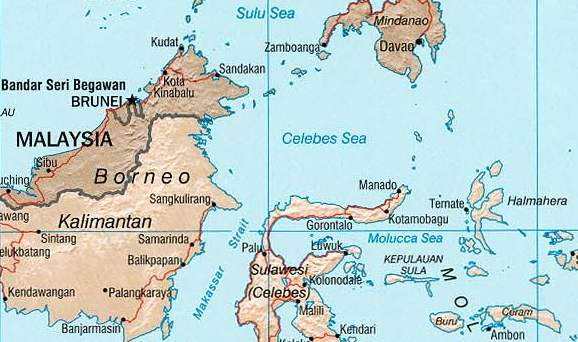
Karte mit der Molukkensee

Die Molukkensee, auch Malukusee (indonesisch Laut Maluku), ist ein Meer am Rand des West-Pazifiks, direkt am Äquator. 

## Geografie
Das Meer grenzt im Nordwesten an die Celebessee, im Westen an den Golf von Tomini, im Süden an die Seramsee und im Osten an die Halmaherasee. 
Die Molukkensee wird durch die zu den Molukken gehörenden Inseln Halmahera im Osten und die Sula-Inseln im Süden, durch Sulawesi und die Sangihe-Inseln im Westen sowie die Talaud-Inseln im Norden abgegrenzt. Inmitten der Molukkensee liegen die kleinen Inseln Gureda und Maju. Alle diese Inseln gehören zu Indonesien.
In der Molukkensee liegen zahlreiche Tauchplätze, beispielsweise in der Lembeh-Straße.

## Tektonische Aktivität
Der im Osten des Meeres gelegene Halmahera-Bogen, zu dem Vulkaninseln vor der Westküste Halmaheras gehören, und der im Westen des Meeres gelegene Sangihe-Bogen, zu dem die Sangihe-Inseln und Vulkane auf der Minahasa-Halbinsel im Nordosten Sulawesis gehören, bilden ein ineinander verschlungenes System von tektonisch aktiven Zonen, wodurch es oft zu starken Erd- und Seebeben sowie zu Vulkanausbrüchen kommt. Verschiedene Theorien bzw. Modelle versuchen die tektonische Struktur der Molukkensee zu erklären.
Nach Peter Bird existiert eine Molukkenseeplatte, eine kleine Lithosphärenplatte, die sich über den Südteil der Molukkensee, die Ceramsee, den Norden Sulawesis sowie die Sula-Inseln, Seram und Buru erstreckt. Nach dieser Theorie entsteht der Sangihe-Bogen durch Subduktion der Vogelkopfplatte unter die Sundaplatte. Die Nordhälfte der Molukkensee ist Teil der Vogelkopfplatte. Die Molukkenseeplatte endet südlich des Vulkanbogens, subduziert aber im Norden Sulawesis ihrerseits ebenfalls unter die Sundaplatte. Die Theorie erklärt jedoch nicht die Existenz des Halmahera-Bogens.
Andere Wissenschaftler legen ein Modell der Molukkensee-Kollisionszone zugrunde. Nach diesem Modell existiert die Molukkenseeplatte ebenfalls, dehnt sich jedoch bis nördlich der Talaudinseln aus. Sie subduziert im Westen unter die Sundaplatte und im Osten unter die Vogelkopfplatte. Nur in der Mitte der Molukkensee ist noch Material der Molukkenseeplatte an der Oberfläche zu finden, der überwiegende Teil der Platte ist bereits subduziert. Die Molukkensee ist damit der einzige Ort der Welt, an dem zwei parallel verlaufende Subduktionszonen aufeinanderstoßen. Die beiden Vulkanbögen bilden nach diesem Modell ebenfalls Mikroplatten, die Sangiheplatte im Westen und die Halmaheraplatte im Osten. Die Kollisionszone geht im Norden in den Philippine Mobile Belt über.
Der letzte Vulkanausbruch an der Molukkensee ereignete sich im August 2010, als der Karangetang auf der zum Sangihe-Bogen gehörigen Insel Siau ausbrach. Stärkere Erdbeben (ab 7,0 auf der Momenten-Magnituden-Skala) ereigneten sich zuletzt am 29. November 1998 (7,7), 4. Mai 2000 (7,6), 24. Februar 2001 (7,1), 21. Januar 2007 (7,5), 12. Februar 2009 (7,2) und am 15. November 2014 (7,1).